# Chrám Ikony Matky Boží Kazaňské

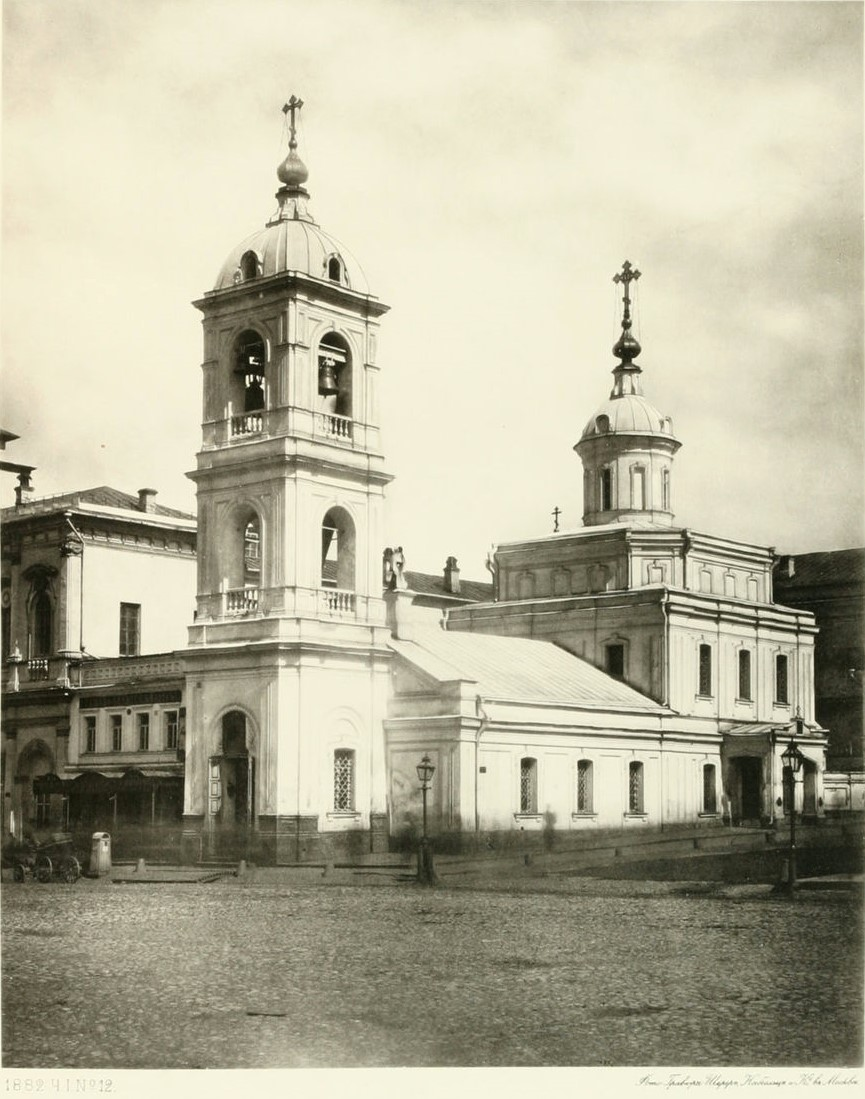
Původní chrám v roce 1882

Chrám Ikony Matky Boží Kazaňské (rusky Собор Казанской иконы Божией Матери) je chrám ruské pravoslavné církve, který se nachází na Rudém náměstí v Moskvě.

## Historie

### Původní chrám
Přesné datum vzniku chrámu není známo. Předpokládá se, že byl však vybudován někdy v letech 1625, nebo 1630). Znám je však rok jeho slavnostního vysvěcení. Moskevský patriarcha jej vysvětil v roce 1636 a chrám měl připomínat vítězství Rusů nad polsko-litevskými vojsky. Kostel byl postaven v tradičním ruském architektonickém stylu. Několikrát prošel rekonstrukcí. Velká přestavba se uskutečnila i v letech 1925 až 1930 pod vedením architekta Pjotra Dmitrijeviče Baranovského. Přesto byl chrám na základě Stalinova rozhodnutí v roce 1936 zničen.

### Obnova chrámu
Koncem 80. let se začaly objevovat hlasy, volající po obnově chrámu. V letech 1990 až 1993 byl pod vedením žáka architekta Baranovského chrám opětovně postaven. V roce 1993 jej slavnostně vysvětil moskevský patriarcha Alexij II.